# Newark (Nova York)
Newark és una població dels Estats Units a l'estat de Nova York. Segons el cens del 2000 tenia 9.682 habitants.

## Demografia
Segons el cens del 2000, Newark tenia 9.682 habitants, 3.857 habitatges, i 2.433 famílies. La densitat de població era de 694,8 habitants/km².
Dels 3.857 habitatges en un 31,8% hi vivien nens de menys de 18 anys, en un 42,5% hi vivien parelles casades, en un 15,5% dones solteres, i en un 36,9% no eren unitats familiars. En el 30,8% dels habitatges hi vivien persones soles el 14,7% de les quals corresponia a persones de 65 anys o més que vivien soles. El nombre mitjà de persones vivint en cada habitatge era de 2,39 i el nombre mitjà de persones que vivien en cada família era de 2,94.
Per edats la població es repartia de la següent manera: un 25,4% tenia menys de 18 anys, un 7,4% entre 18 i 24, un 27,2% entre 25 i 44, un 22,2% de 45 a 60 i un 17,8% 65 anys o més.
L'edat mediana era de 38 anys. Per cada 100 dones de 18 o més anys hi havia 81,8 homes.
La renda mediana per habitatge era de 32.542 $ i la renda mediana per família de 40.863 $. Els homes tenien una renda mediana de 31.641 $ mentre que les dones 23.588 $. La renda per capita de la població era de 18.176 $. Entorn del 12,5% de les famílies i el 17,4% de la població estaven per davall del llindar de pobresa.